# Gabriel Boric
Gabriel Borić Font (Punta Arenas, 11 de fevereiro de 1986) é um político chileno e ex-líder estudantil. É o atual presidente do Chile, desde 11 de março de 2022, tendo sido eleito nas presidenciais de 2021. Foi membro da Câmara dos Deputados de 11 de março de 2014 a 11 de março de 2022, representando Magalhães e Antártica Chilena. Ele foi eleito deputado nas eleições gerais de 2013 como candidato independente e foi reeleito em 2017, recebendo o maior número de votos entre todos os candidatos da Região de Magalhães em ambas as eleições. Ele ganhou a indicação do Apruebo Dignidad para as eleições gerais chilenas, em 18 de julho de 2021, com 60% dos votos, tornando-se um candidato presidencial para a coligação eleitoral esquerdista.
Boric estudou na Faculdade de Direito da Universidade do Chile e foi presidente da federação de estudantes da universidade em 2012. Ele fez parte do movimento estudantil Izquierda Autónoma (Esquerda Autônoma) e foi diretor da ONG Nodo XXI.
Em 19 de dezembro de 2021, Boric foi eleito Presidente do Chile com 55,86% dos votos, derrotando o candidato de direita José Antonio Kast, que obteve 44,14% dos votos.

## Biografia

### Juventude
Gabriel Boric nasceu em Punta Arenas, em 1986, filho de Luis Boric, de ascendência croata, engenheiro químico e funcionário público da Empresa Nacional del Petróleo há mais de quatro décadas; e de María Font, de ascendência catalã-espanhola. Possui dois irmãos, Simón e Tomás.
Boric estudou na The British School em sua cidade natal. Ele então se mudou para Santiago junto da mãe para estudar na Faculdade de Direito da Universidade do Chile, em 2004, e acompanhar o tratamento de câncer de Tomás.
Política estudantil

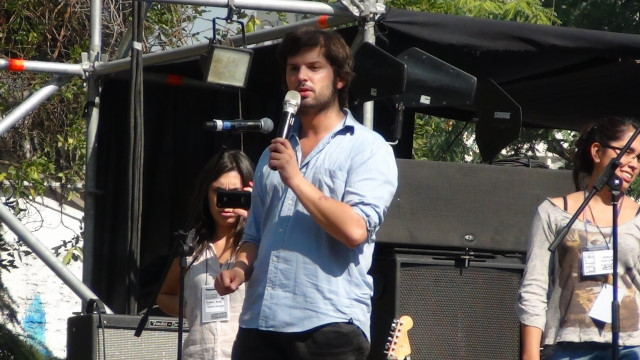
Boric em ato político em 2012

Em 1999 e 2000, Boric participou do restabelecimento da Federação de Estudantes do Ensino Médio de Punta Arenas. Enquanto estava na universidade, ele se juntou ao coletivo político Izquierda Autónoma, inicialmente conhecido como Estudiantes Autónomos (Estudantes Autônomos). Foi assessor do Sindicato dos Estudantes do Departamento de Direito em 2008 e assumiu a presidência em 2009, quando liderou um protesto durante 44 dias contra o reitor Roberto Nahum. Ele também representou estudantes como um senador universitário.
Boric foi candidato à liderança da Federação de Estudantes da Universidade do Chile (FECH) como parte da lista Creando Izquierda nas eleições de 5 a 6 de dezembro de 2011. Foi eleito presidente com 30,52% dos votos, derrotando Camila Vallejo, que foi a então presidente da federação concorrendo à reeleição como parte da lista da Juventudes Comunista do Chile.
Durante sua gestão como presidente da FECH, Boric teve que enfrentar a segunda parte dos protestos estudantis que começaram em 2011, tornando-se um dos principais porta-vozes da Federação de Estudantes Chilenos. Em 2012, foi incluído na lista dos 100 jovens dirigentes do Chile, publicada pela revista de sábado do jornal El Mercurio, em colaboração com a Universidade Adolfo Ibáñez. Não chegou a concluir os estudos para seguir a carreira política.

### Membro da Câmara dos Deputados (2014-2022)
Em 2013, Boric concorreu às eleições parlamentares como candidato independente para representar o Distrito 60 (atualmente Distrito 28), que abrange a Região de Magalhães e a Antártica Chilena. Foi eleito com 15 418 votos (26,18%), o maior número recebido por qualquer candidato da região. A mídia destacou o fato de que Boric foi eleito fora de uma coalizão eleitoral, assim rompendo com sucesso o sistema eleitoral binominal chileno.
Boric tomou posse como membro da Câmara dos Deputados em 11 de março de 2014. Durante seu primeiro mandato, Boric fez parte das Comissões de Direitos Humanos e Povos Indígenas; Zonas Extrema e Antártica Chilena; e Trabalho e Previdência Social.[carece de fontes?]
Em 2017, Boric foi reeleito membro da Câmara dos Deputados da Região de Magalhães por maioria aumentada. Ele obteve 15 417 votos (24,62%), o que novamente foi o maior número de votos para qualquer candidato da região.[carece de fontes?]

### Presidente do Chile

Identidade visual da campanha de Boric em 2021

Boric foi candidato às eleições presidenciais chilenas de 2021, vencendo-as. Mais jovem presidente chileno, Boric só conseguiu registrar sua candidatura em 11 de fevereiro de 2021, após completar os 35 anos exigidos por lei.

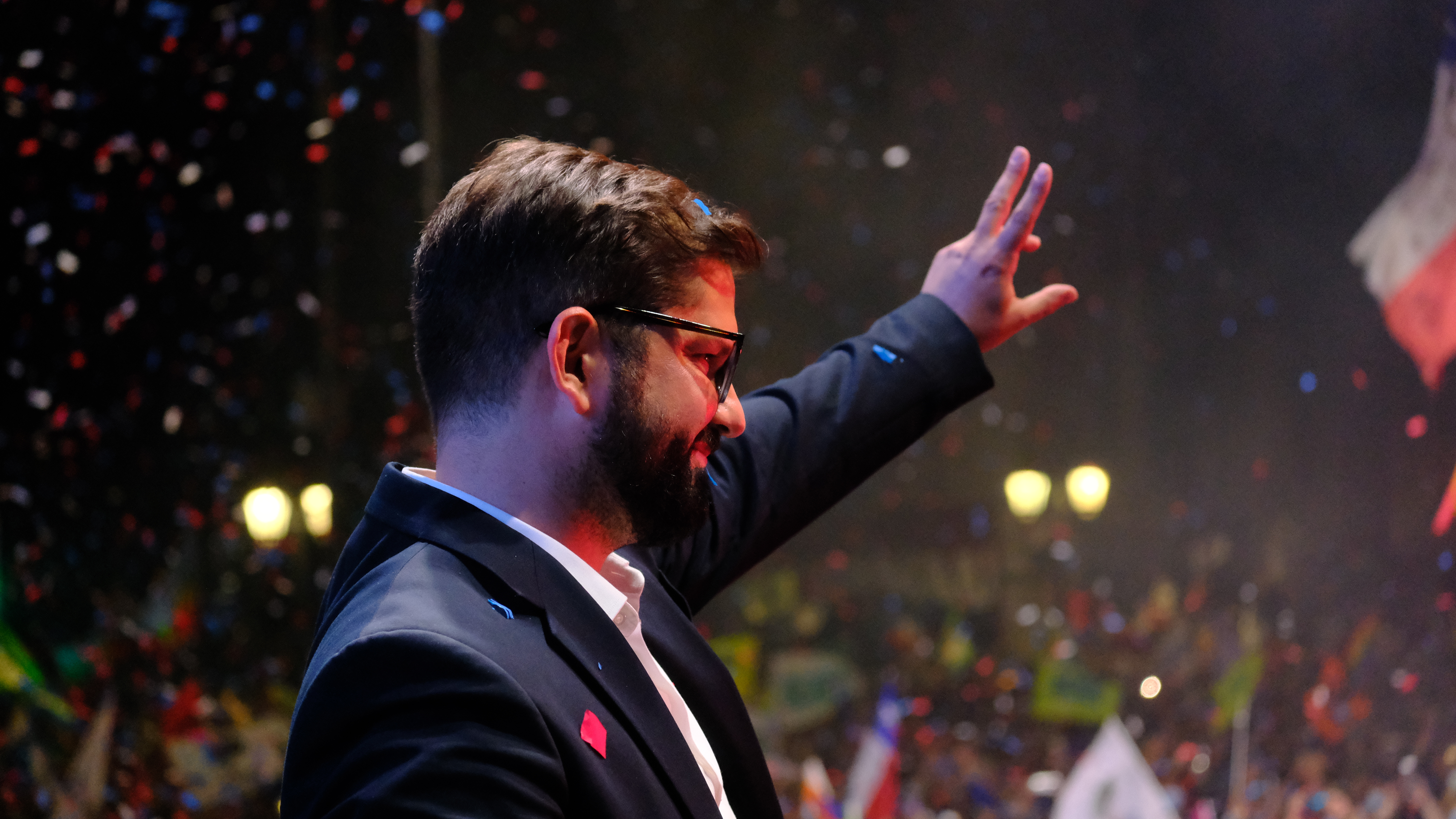
Retrato de Gabriel Boric durante seu discurso de vitória em 2021

Em 18 de julho de 2021, Boric venceu as eleições primárias de Apruebo Dignidad em uma revolta contra o prefeito da Recoleta, Daniel Jadue, recebendo aproximadamente 60% dos votos. Antes das eleições primárias, Jadue havia sido favorecido a Boric em algumas pesquisas de opinião nacionais.  Após sua vitória nas primárias, Boric anunciou no Twitter que trabalharia junto com Jadue durante as eleições gerais para apresentar uma frente unida.
Embora os seus colaboradores mais próximos provenham frequentemente dos movimentos sociais, ele permanece distante das posições da esquerda radical e é desconfiado tanto pela margem mais contenciosa da esquerda chilena como pelo mercado financeiro.[carece de fontes?]
Defende um programa centrado no reforço dos direitos dos trabalhadores e das reformas sociais. Crítico do sistema económico neoliberal do Chile, quer substituir o sistema de pensões privadas por um sistema público, introduzir impostos progressivos para empresas e cidadãos ricos, aumentar o salário mínimo e reduzir a semana de trabalho para 40 horas. O seu programa inclui o aumento das despesas sociais, incluindo a criação de um seguro de saúde universal e o lançamento de um plano nacional de saúde mental, bem como a reforma da força policial, cuja conduta foi controversa durante a repressão dos protestos de 2019, e o investimento na luta contra o aquecimento global.

### Controvérsias
Em Novembro de 2018, uma reportagem do jornal La Tercera revelou que em companhia da deputada Maite Orsini, foram à França, após uma viagem oficial a Israel, para visitar Ricardo Palma Salamanca, integrante da Frente Patriótica Manuel Rodríguez, condenado pelo crime de assassinato do senador Jaime Guzmán, e que permanece em condição de asilo político no país europeu. A notícia gerou polêmica e críticas a Boric, principalmente dos parlamentares da UDI (União Democrática Independente) e da RN (Renovação Nacional), que, por meio da Comissão de Ética, anunciaram sanções contra os deputados, correndo o risco de multa de 1,3 milhão de Pesos. Entre os críticos a Boric estavam políticos como o senador Juan Antonio Coloma Correa, que o acusou de "padrão duplo" e de desprezar a defesa dos direitos humanos; Boric respondeu a Coloma, acusando-o de hipocrisia, tendo em vista que ele e outros políticos da UDI foram visitar o ditador Augusto Pinochet em Londres em 1998, quando este foi ali detido por crimes contra a humanidade, argumentando assim que Coloma não tinha o direito de criticar sua visita a Salamanca. Mesmo assim, a RN (um dos principais partidos da Frente Ampla), divulgou uma declaração de que Boric e Orsini fizeram a visita a Palma Salamanca por critérios pessoais e não em nome da coalizão nem de seus respectivos partidos, acrescentando que a decisão foi imprudente, pois a visita não foi notificada ao partido ou aos aliados, observando também que condenaram o assassinato de Jaime Guzmán e que não havia justificativa para sua morte.
Um mês depois, ele foi citado pelo ex-deputado José Antonio Kast depois de tirar uma foto em 2017 com uma camisa que mostrava a imagem de Jaime Guzmán fotografada, depois pedindo desculpas. Em março de 2019, foi multado com um desconto de 5% em seu salário pela Comissão de Ética e Transparência da Câmara dos Deputados.
Durante sua candidatura presidencial em 2021, ressurgiu uma denúncia de assédio sexual de 2012, quando era presidente da Federação Estudantil da Universidade do Chile. A vítima afirmou que o então candidato pediu desculpas por suas "atitudes machistas" e acusou José Antonio Kast campanha de "exploração inescrupulosa e violenta" pelo uso do caso.